# Carolina Rivas
Carolina Rivas (Nació el 4 de marzo de 1978 en Santo Domingo) es una actriz y productora de teatro dominicana ganadora de los Premios Casandra.
Su padre es dueño de una agencia publicitaria. Carolina es la tercera de cuatro hermanos (Ana Cristina, Gina Irene y Fernando David) y fue educada en el catolicismo. Además, Carolina domina el inglés. De niña estudió ballet en varias escuelas en Santo Domingo.

## Carrera
La carrera artística de Carolina comenzó en su infancia. 
En el 2004 Carolina se une a Tomás Álvarez (Toque Profundo) en el proyecto Cerobit, en el cual también fue coautora de la mayoría de los temas. Un tiempo después, Carolina deja la banda para concentrarse en su carrera como actriz. 
En el 2005 fue invitada a cantar junto al mundialmente reconocido tenor Francisco Casanova en su espectáculo "Cuando se quiere de veras".
A finales del 2006 hace su primera aparición como solista en el espectáculo "Carolina Todoterreno".
En el 2008 produce la legendaria obra teatral Les Misérables en el Teatro Nacional, la cual le mereció el premio Casandra a mejor obra de teatro musical. Vuelve a producir obras como Baño de damas (2010) y Rent (2011).
A lo largo de su carrera ha interpretado grandes personajes, como: Liesl Von Trapp (La novicia rebelde), Norma Cassidy (Victor/Victoria), Eponine (Les Misérables), Roxie Hart (Chicago) y Blancanieves.
En el 2010 hizo su debut en el mundo del cine con la película animada "3 al rescate".

## Actuaciones

### Teatro
| Año  | Obra                              | Personaje         |
| ---- | --------------------------------- | ----------------- |
| 2011 | Rent                              | Mimi Marquez      |
| 2011 | Blancanieves y los siete enanitos | Blancanieves      |
| 2010 | Chicago                           | Roxie Hart        |
| 2010 | Baño de damas                     | Aurora            |
| 2008 | Les Misérables                    | Eponine           |
| 2005 | Victor/Victoria                   | Norma Cassidy     |
| 2004 | Evita                             | Amante de Perón   |
| 2003 | Jesucristo Superstar              | ??                |
| 2002 | La tiendita del horror            | Ronette           |
| 2001 | Saturday Night Fever              | Stephanie Mangano |
| 2000 | La novicia rebelde                | Liesl Von Trapp   |
| 1999 | Grease                            | Frenchie          |

### Cine
| Año  | Película         | Personaje     |
| ---- | ---------------- | ------------- |
| 2009 | 3 al rescate     | Manuela (voz) |
| 2014 | De pez en cuando | Recepcionista |

## Premios y nominaciones
Premios Casandra
| Año  | Categoría      | Trabajo         | Resultado | Ref.  |
| ---- | -------------- | --------------- | --------- | ----- |
| 2006 | Actriz del año | Victor/Victoria | Nominada  | [ 7 ] |
| 2009 | Teatro musical | Les Misérables  | Ganadora  | [ 8 ] |
| 2011 | Actriz del año | Chicago         | Nominada  | [ 9 ] |

## Discografía

### Álbumes

#### Cerobit
- Entre dos mundos (2005)